# Poa sibirica
Poa sibirica är en gräsart som beskrevs av Roman Julievich Roshevitz. Poa sibirica ingår i släktet gröen, och familjen gräs. Inga underarter finns listade i Catalogue of Life.